# Werner Miedl

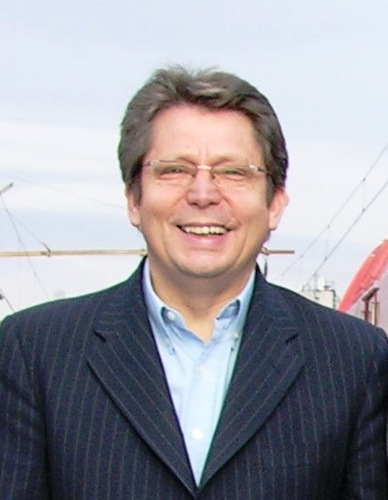
Werner Miedl (2007)

Werner Miedl (* 15. März 1955 in Oberwölz, Steiermark) ist ein österreichischer Politiker (ÖVP).
Werner Miedl arbeitete von 1970 bis 1975 in seinem erlernten Beruf als Werkzeugmacher. Von 1976 bis 1995 und wieder seit 2000 ist er als Polizeibeamter tätig.
Werner Miedl war von 1983 bis 1999 Gemeinderat in Graz, von 1995 bis 1999 war er Geschäftsführer der Grazer Volkspartei. Von 1999 bis 2005 war er Abgeordneter zum Nationalrat – zuständig für Sicherheit und Verkehrswesen.
Er war Stadtrat für Kultur, Wissenschaft und Bildung in Graz (2005–2008); 2008 trat Miedl wegen des Vorwurfes eines Meldevergehens zurück.
Obmann des Grazer ÖAAB seit 1993 – größte Teilorganisation der Grazer Volkspartei;
Gründer von Wiki-Steiermark (Kinderbetreuungseinrichtungen, Seniorenbetreuung, Kinder- und Familienevents) mit mehr als 600 Beschäftigten.
Bis April 2020 war Werner Miedl Chefinspektor der Polizeidirektion Steiermark. Zudem war er Geschäftsführer und ist Gründer des Vereins "Sicher Leben in Graz" und Koordinator von "Gemeinsam.Sicher".
Ab Mai 2021 war Miedl Leiter der von Integrationsstadtrat Kurt Hohensinner (ÖVP) neu eingerichteten Fach- und Präventionsstelle "Gegenlicht". Diese soll "extremistischen und radikalen Tendenzen den Nährboden entziehen" und Parallelgesellschaften bekämpfen. Angesiedelt war "Gegenlicht" bei dem von Werner Miedl initiierten Verein "Sicher Leben". Ab September 2021 wurden acht Konfliktmanager durch "Gegenlicht" eingesetzt, um bei Konflikten zwischen der Grazer Bevölkerung und Migranten zu vermitteln. Begleitet wurde "Gegenlicht" durch einen Expertenbeirat mit Ednan Aslan (Universität Wien) und Lisa Fellhofer (Direktorin Dokumentationsstelle Politischer Islam). Eine erste Konferenz fand im Juli 2021 statt. Darüber wurde ein Bericht im Magazin "Öffentliche Sicherheit" des Innenministeriums veröffentlicht.